# Corsia torricellensis
Corsia torricellensis är en enhjärtbladig växtart som beskrevs av Rudolf Schlechter. Corsia torricellensis ingår i släktet Corsia och familjen Corsiaceae. Inga underarter finns listade.